# Dera Din Panah
Dera Din Panah é uma cidade do Paquistão localizada na província de Punjab.